# Belgische Vereniging voor Documentatie
De Belgische Vereniging voor Documentatie (ABD-BVD) is een beroepsvereniging die in 1947 gecreëerd werd en de informatie- en documentatiespecialisten verenigt die in België hun vak uitoefenen.